# Ludovik II., car Svetog Rimskog Carstva
Ludovik II. (Luj; 825. — 12. kolovoza 875.) bio je car Svetog Rimskog Carstva i kralj Italije.
Otac Ludovika II., car Lotar I. mu samo godinu dana nakon sklapanja mirovnog sporazuma u Verdunu dodjeljuje Italiju na upravljanje čiji on kralj postaje 844. godine. To tada ovom ambicioznom 19-godišnjem mladiću nije bilo dovoljno pa odmah po dolasku u Rim pokušava prisiliti papu da ga okruni za cara. Iako je taj pokušaj završio neuspješno, njegove molbe ocu povodom carske krunidbe bivaju udovoljene 850 godine kada Ludovik II. postaje mlađi car.

## Car
Abdikacija i nedugo potom smrt Lotra I. 855. godine kojom Ludovik II. postaje neupitni car Svetog Rimskog Carstva dovodi do njegovog nezadovoljstva očevom podjelom države koja njemu daruje krunu, a njegovom mlađem bratu Lotaru franačku prijestolnicu Aachen. Kratkotrajni rat među braćom završava 858. zbog vojne prijetnje vlastitih rođaka Karla II. i Ludviga Njemačkog koji pokušavaju iskoristiti bratoubilački rat. Tim mirom završava uplitanje Ludovika u europske poslove pošto se od tada bavi samo obranom Italije od napada Saracena. Jedini izuzetak od toga pravila je pripajanje Provanse 863. nakon smrti svog brata Karla koji umire bez nasljednika.

## Saracenski ratovi
Tijekom svoga desetak godina dugog ratovanja radi obrane Italije od arapske invazije Ludovik II. postiže nekoliko neupitnih vojnih uspjeha. Prvi je kopnena pobjeda iz 866 godine, dok drugi nastupa osvajanjem Barija 871. godine u savezu s Bizantskim carstvom koje potom anektira ovaj grad. Takvom ipak nezadovoljavajućem razvoju događaja pruža pomoć vojvoda od Beneventa koji uplašen jačanjem carske vlasti u južnoj Italiji izdajnički zarobljava svoga cara u kolovozu 871 godine. Nakon puštanja iz zatočeništva Ludovik II. ponovno pobjeđuje Saracene od čije vlasti oslobađa grad Capuu. Nedugo potom preminuo je u svojoj pedesetoj godini.

## Carski nasljednici
Car Ludovik i njegova supruga Engelberga dobili su kćer Ermengardu.
Odluka pape da se za carskog nasljednika Ludovika II. proglasi francuskog kralja Karla II. izaziva novi franački građanski rat. 
| Prethodnik: | Car Svetog Rimskog Carstva | Nasljednik: |
| Lotar I.    | Car Svetog Rimskog Carstva | Karlo II.   |